# Volker Heindel
Volker Heindel (24 gennaio 1940) è un ex cestista ed ex pallamanista tedesco.

## Carriera
Con la Germania Ovest ha disputato i Campionati europei del 1961.